# Németh Andrea (festő)
Németh Andrea (Budapest, 1967. –) magyar festő, grafikus, reklámgrafikus. Jelenleg Mohácson él. Az Altinum Kendo Klub edzője.

## Tagságai
- a Magyar Alkotóművészek Országos Egyesületének tagja.
- A mohácsi Fest-... és Csoport vezetője
- Van1Hely Kulturális és Szabadidős Egyesület elnöke

## Kiállításai
- Perem Galéria (Pécs, 1993)
- Mohács Galéria (2003)
- Duna Galéria (Budapest, 2006)
- MOM-Park (Budapest 2006, 2007)
- Szent János Hotel (Mohács 2009)
- Busómaszkok képben-térben (Mohács, 2010)
- MNÁMK Galéria (Baja, 2010)